# Battaglioni di lavoro (Impero ottomano)

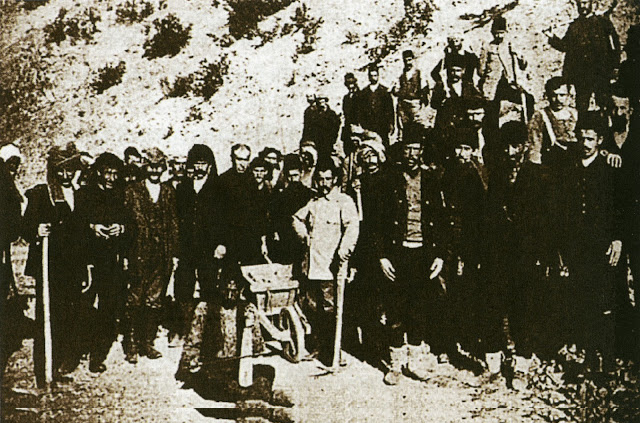
Uomini dei battaglioni del lavoro

I Battaglioni di lavoro ottomani (in turco Amele Taburları, in armeno Աշխատանքային բատալիոն?, in greco: Τάγματα Εργασίας, Tagmata Ergasias, ma più spesso si usa il nome turco traslitterato αμελέ ταμπουρού) era una forma di lavoro non libero nel tardo Impero ottomano. Il termine è associato al disarmo e all'assassinio dei soldati armeni ottomani durante la prima guerra mondiale, dei greci ottomani durante il genocidio greco nell'impero ottomano e anche durante la guerra d'indipendenza turca.

## Panoramica
Durante la prima guerra mondiale, l'Impero ottomano faceva affidamento sui battaglioni di lavoro per l'organizzazione logistica dell'esercito. L'Impero aveva all'epoca una scarsa infrastruttura ferroviaria. Secondo lo storico Hilmar Kaiser, gli uomini assegnati ai battaglioni variavano tra 25.000 e 50.000, a seconda che si trattasse di un periodo di guerra o di pace. I braccianti erano incaricati di eseguire lavori di costruzione di strade e ferrovie e di trasportare i rifornimenti necessari all'esercito sul fronte di battaglia. La maggior parte delle reclute erano cristiani, tra i quali gli armeni erano il contingente più numeroso oltre ai greci e ai cristiani siriaci.

## Armeni nei battaglioni di lavoro
Gli armeni non prestarono servizio nelle forze armate nell'impero ottomano fino al 1908. Subito dopo la Rivoluzione dei Giovani Turchi, che dichiarò che sarebbe finita l'ingiusta distinzione tra i membri musulmani e cristiani dell'Impero, gli armeni, da allora in poi furono trattati come cittadini alla pari e quindi soggetti alla coscrizione come gli altri membri della società. Ciò significava che dovevano prestare il servizio militare.
Il 25 febbraio 1915, in seguito alla sconfitta degli ottomani nella battaglia di Sarikamish, lo Stato maggiore ottomano pubblicò la direttiva 8682 del ministro della guerra Enver Pasha che stabiliva che a seguito degli attacchi armeni ai soldati e dello stoccaggio di bombe nelle case armene, gli armeni non dovevano essere "assolutamente impiegati in eserciti mobili, gendarmerie mobili e fisse, o in qualsiasi servizio armato". Enver Pasha spiegò questa decisione "per paura che collaborassero con i russi". Gli armeni che prima erano stati schierati nella battaglia di Sarikamish furono disarmati e inclusi nei battaglioni di lavoro. Tradizionalmente, l'esercito ottomano arruolava nell'esercito regolare solo maschi non musulmani tra i 20 ei 45 anni. I soldati non musulmani più giovani (15-20) e più anziani (45-60) erano sempre stati utilizzati come supporto logistico attraverso i battaglioni di lavoro. Prima di febbraio, alcune delle reclute armene erano utilizzate come braccianti (hamals); alla fine sarebbero stati giustiziati.

## Raffigurazioni
Il romanziere greco Elias Venezis descrisse in seguito la situazione nella sua opera Numero 31328 (Το Νούμερο 31328). Secondo il suo racconto, dei 3000 "arruolati" nella brigata di lavoro di Venezis, solo 23 sopravvissero.
Leyla Neyzi ha pubblicato uno studio sul diario di Yaşar Paker, un membro della comunità ebraica dell'inizio del XX secolo ad Angora (l'odierna Ankara) che è stato arruolato due volte nei battaglioni di lavoro, in primis durante la guerra greco-turca (1919-1922) e poi nuovamente durante la seconda guerra mondiale, una guerra a cui la Turchia non ha preso parte. L'articolo di Neyzi sulla base del diario di Paker pubblicato dalla Jewish Social Studies presenta un quadro generale delle condizioni in questi battaglioni, che erano composti interamente da non musulmani.